# Grootste Hits (BZN)
Grootste Hits was een succesvol verzamelalbum van de Nederlandse band BZN. Het verscheen in 1980 op de toen nog gebruikelijke elpee en Compact cassette, later is het ook op cd verschenen. Het album Grootste Hits werd goud en platina. Er gingen in totaal bijna 300.000 van over de toonbank (exclusief de cassettes, waarvan ruim 100.000 zijn verkocht). Grootste hits stond 25 weken in de Nederlandse LP top 50, waarvan 9 weken op nummer 1.
Op het album Grootste Hits zijn, naast zeven andere top 40-hits, ook de twee nummer 1-hits "Mon amour" en "Pearlydumm" te vinden.

## Tracks
A-kant
1. Mon amour [Th. Tol/J. Keizer]
2. Oh me oh my [Th. Tol/J. Tuijp/C. Tol]
3. Marching on [Th. Tol/J. Tuijp/C. Tol]
4. It's so good to be back home [Th. Tol/J. Tuijp/C. Tol]
5. Sevilla [Th. Tol/J. Tuijp/C. Tol]
6. Don't break my heart [Th. Tol/J. Tuijp/C. Tol]
7. Felicidad [Th. Tol/J. Tuijp/C. Tol]
8. "A la campagne [Th. Tol/J. Keizer]
B-kant
9. Pearlydumm [Th. Tol/J. Tuijp/C. Tol]
10. Don't say goodbye [Th. Tol/J. Tuijp/C. Tol/J. Keizer]
11. Lady McCorey [Th. Tol/J. Tuijp/C. Tol]
12. Only a boozer [Th. Tol/J. Tuijp/C. Tol]
13. The clown [Th. Tol/J. Tuijp/C. Tol]
14. A barroom in the night [Th. Tol/J. Tuijp/C. Tol]
15. Second dance [Th. Tol/J. Tuijp/C. Tol]
16. The end [Th. Tol/J. Tuijp/C. Tol]

## Trivia
Het enige album waar ooit in Nederland een platina muziekcassette voor is uitgereikt, was Grootste Hits van BZN. Dit betekent dat zij meer dan 100.000 exemplaren van dit album op cassette hebben verkocht.